# 642 до н. е.

## Померли
- Тулл Гостілій, третій цар стародавнього Риму.